# Герб Охинского городского округа
Герб муниципального образования «Охинский городской округ» Сахалинской области Российской Федерации — опознавательно-правовой знак, служащий официальным символом муниципального образования.

## Описание и обоснование символики
Щит дважды понижено и во главе пересечён; в верхней лазоревой (синей, голубой) части возникающий червлёный (красный) шар, широко окаймлённый золотом; поверх края каймы — серебряная чайка, летящая вправо, с воздетыми крыльями; средняя часть зелёная; в нижней чёрной части — 12 пониженных чёрных волн, завершённых серебром, попарно разбегающихся с высокой и низкой волной в каждой паре; поверх всего — золотая приставная лестница о четырёх ступенях, поставленная на чёрной оконечности и упирающаяся верхним концом в край червлёного диска.
Центральной фигурой герба является золотая лестница — аллегорическое изображение нефтяной вышки, показывающая нефтегазодобывающую и нефтегазоперерабатывающую отрасли промышленности, получившие развитие в связи с открытием в 1880 году нефтяного месторождения, близ которого и вырос поселок Охэ (позже Оха). Современный город Оха — это крупный центр нефтяной и газовой промышленности Сахалина.
Чёрный цвет символизирует благоразумие, мудрость, покой.
Шар (диск) аллегорически показывает солнце — источник тепла, мира и согласия и отражает географическое положение Охинского района в северо-восточной части острова Сахалин — края первого восхода солнца в России.
Чайка — символ прибрежной полосы.
Серебро в геральдике — символ совершенства, благородства, чистоты, веры, мира.
Зелёный цвет в геральдике символизирует жизнь, изобилие, возрождение.
Лазурь в геральдике — символ возвышенных устремлений, мышления, искренности и добродетели.
Золото символизирует богатство, справедливость, уважение, великодушие.
Красный цвет в геральдике символизирует труд, жизнеутверждающую силу, мужество, праздник, красоту.
Чёрная оконечность с волны — стилизованный орнамент коренных малочисленных народов России — нивхов, прямых потомков древнейшего населения острова Сахалин.
Герб Охинского района разработан при содействии Союза геральдистов России.
Авторы герба: Сергей Никифоров (Оха) — идея герба; Константин Мочёнов (Химки) — геральдическая доработка; Роберт Маланичев (Москва) — художник; Юрий Коржик (Воронеж) — компьютерный дизайн; Галина Туник (Москва) — обоснование символики.
Герб утверждён решением № 2.22-2 Охинского районного Собрания 30 января 2003 года
Герб внесён в Государственный геральдический регистр Российской Федерации под № 1227.

## История герба
Прообразом герба Охинского района стал герб города Оха, утверждённый 9 августа 1993 года. Союз геральдистов России произвел геральдическую доработку цветовой гаммы герба без изменения его рисунка.
В разное время выпускались гербовидные сувенирные значки с изображением эмблемы города Охи.
На значке, выпущенном в 1969 году, изображено: геральдический щит рассечен голубым и серебром; поверх всего золотая нефтяная вышка; в шиповидной лазоревой окаймлённой серебром оконечности золотая рыба; в червлёной главе — название города золотом.
В 1983 году в общей серии гербоподобных значков Сахалинской области появилась следующая эмблема Охи: В голубом с синей оконечностью щите на фоне зелёных гор четыре золотые мачты ретрансляторов, сопровождаемые вверху серебряным диском, обременённым восьмилучевой золотой звездой, справа — серебряным контуром острова Сахалин с червлёной точкой местоположения города, слева — серебряными контурами Курильских островов. Глава щита сине-красная (цветов флага РСФСР) с золотыми серпом и молотом и звездой на червлёной части, сопровождаемая внизу выпуклой червлёной лентой с названием города золотом.
В 1994 году был выпущен еще одна сувенирная гервовидная эмблема: щит лазорево-зелёный с серебряно-лазорево-червлёной главой, на которой название города золотом. В правой части щита на чёрной, отделённой золотым волнистым поясом оконечности две чёрно-золотые нефтяные вышки справа на фоне червленого восходящего солнца, в левой — на лазоревой, отделенной золотым волнистым поясом оконечности золотой тюлень, сопровождаемый вверху золотым же медведем.
Изображение нефтяной вышки, присутствующее на всех эмблемах и гербе Охи, стало одним из главных элементом официального герба Охинского района и впоследствии Охинского городского округа.
В 2006 году Охинский район был преобразован в Охинский городской округ.
24 февраля 2011 года решением Охинского районного Собрания № 4.18-12 принято Положение о гербе муниципального образования городской округ «Охинский». Гербом городского округа утверждён герб Охинского района принятый в 2003 году.